# Eu Mato Esse Gigante
Eu Mato esse Gigante é o 14° single da cantora gospel Léa Mendonça e o 1° do CD Profetizando Vida . A letra da canção foi escrita pela própria cantora e ritimizada pela dupla de compositores Junior Maciel e Josias Teixeira e foi lançada no dia 7 de abril de 2013, na 93 FM da gravadora MK Music e poucos dias depois, lançada no canal oficial da gravadora no You Tube.  
A canção foi inspirada na história bíblica de Davi, um pequeno pastor de ovelhas que devido às experiências para defender seu rebanho contra um urso e um leão mais a sua fé em Deus, se dispõe a lutar contra o gigante filisteu Golias e acaba vencendo o combate mesmo sendo desacreditado. 
A música faz uma metáfora da vida espiritual e pessoal do eu lírico com as adversidades enfrentadas por Davi.
Assim que lançada,  a música alcançou os primeiros lugares da rádio gospel do Brasil, mas não teve a mesma repercussão que o primeiro single, Covardia , do CD anterior da cantora Milagres da Adoração. A canção também ficou entre as 50 primeiras do Ranking da Billboard Brasil durante várias semanas.

## Vídeo clipe
Grande parte do público que acompanha o ministério da cantora, aguardava com ansiedade e expectativa o lançamento do clipe da canção "Eu mato esse gigante", isso devido ao clipe do seu CD anterior, Covardia, que teve cenas gravadas no Complexo do Alemão,  poucos meses depois da "pacificação" da comunidade e também contou com atores profissionais no enredo.

Mas essa expectativa terminou no dia 11 de julho de 2013 com o lançamento do clipe. O clipe lançado com um cenário simples ou de guerra como afirmou a cantora em entrevista ao um programa da TV da gravadora MK Music, contou com um enredo sobre um jovem que sai de casa para viver com um homem que não era da igreja, mas após orações dos pais ela retorna.